# Potôčky (powiat Stropkov)
Potôčky – wieś (obec) na Słowacji położona w kraju preszowskim, w powiecie Stropkov. Pierwsze wzmianki o miejscowości pochodzą z roku 1567.
Według danych z dnia 31 grudnia 2012, wieś zamieszkiwało 61 osób, w tym 30 kobiet i 31 mężczyzn.
W 2001 roku pod względem narodowości i przynależności etnicznej wieś zamieszkiwało 70,67% Słowaków oraz 25,33% Rusinów.
Ze względu na wyznawaną religię struktura mieszkańców kształtowała się w 2001 roku następująco:
- Katolicy rzymscy – 1,33%
- Grekokatolicy – 49,33%
- Prawosławni – 42,67%
- Ateiści – 2,67%
- Nie podano – 4%